# Edoardo Giordan
Edoardo Giordan (Fiumicino, 23 aprile 1993) è uno schermidore italiano, specializzato nella spada e nella sciabola.

## Biografia
Nato a Torrimpietra, frazione di Fiumicino, fin da ragazzo Edoardo Giordan praticava nuoto, calcio e beach volley, lavorando come bagnino in uno stabilimento balneare a Fregene. A vent'anni, subì le conseguenze di una diagnosi errata: affetto da una condizione rara, la sindrome da intrappolamento dell'arteria poplitea, venne invece trattato come un paziente con la malattia di Buerger e, a seguito di ciò la sua patologia si aggravò, costringendolo a sottoporsi all'amputazione della gamba destra fino al ginocchio. Tale evento provocò nel ragazzo una fase di depressione, che riuscì a superare grazie all'incontro con il campione paralimpico Alberto Pellegrini, il quale gli consigliò di praticare la scherma in carrozzina. Qualche mese dopo, nel corso di un incontro sportivo, fece la conoscenza di Bebe Vio, grazie alla cui testimonianza cominciò a coltivare il sogno di gareggiare ad alti livelli.
Nel 2015, insieme a Pellegrini, conquistò la medaglia d'argento nella sciabola a squadre ai campionati mondiali; due anni dopo il team italiano vinse l'oro ai campionati mondiali di casa, svolti a Roma.
Agli europei del 2018, sempre svolti in casa, vinse la medaglia di bronzo nella sciabola individuale e l'oro nella sciabola a squadre. L'anno seguente, ai mondiali in Corea del Sud, ottenne il bronzo nella sciabola individuale: fu questa la prima medaglia iridata individuale vinta in carriera da Giordan.
Fu convocato per le sue prime Paralimpiadi nell'edizione di Tokyo 2020: nella sciabola individuale fu eliminato ai quarti di finale, mentre nella spada individuale si fermò agli ottavi; nella spada a squadre, il quartetto composto da Giordan, Matteo Betti, Marco Cima ed Emanuele Lambertini risultò sconfitto già nella fase preliminare a gironi.
Nel 2022, agli europei di Varsavia, Giordan vinse la medaglia di bronzo nella sciabola individuale e l'oro nella sciabola a squadre. L'anno seguente, a Terni, vinse il bronzo nell'individuale e l'argento nella sciabola a squadre insieme a Matteo Dei Rossi e Gianmarco Paolucci.
Nel 2024 prese parte agli europei di Parigi, vincendo tre medaglie: un argento nella spada a squadre e due bronzi nella sciabola individuale e a squadre.
Nello stesso anno, partecipò alle sue seconde Paralimpiadi: ai Giochi di Parigi conquistò la sua prima medaglia paralimpica, sconfiggendo nella finale per il bronzo il campione paralimpico uscente Andrii Demchuk.
Agente tecnico della Polizia di Stato, Edoardo Giordan gareggia per il Gruppo Sportivo Fiamme Oro.

## Palmarès
- Giochi paralimpici

 Parigi 2024:  Bronzo nella sciabola individuale;
- Mondiali

 Eger 2015:  Argento nella sciabola a squadre;
 Roma 2017:  Oro nella sciabola a squadre;
 Cheongju 2019:  Bronzo nella sciabola individuale;
 Terni 2023:  Argento nella sciabola a squadre;  Bronzo nella sciabola individuale;
- Europei

 Terni 2018:  Oro nella sciabola a squadre;  Bronzo nella sciabola individuale;
 Varsavia 2022:  Oro nella sciabola a squadre;  Bronzo nella sciabola individuale;
 Parigi 2024:  Argento nella spada a squadre;  Bronzo nella sciabola a squadre;  Bronzo nella sciabola individuale;